# 21437 Джорджчен
21437 Джорджчен (21437 Georgechen) — астероїд головного поясу, відкритий 31 березня 1998 року.
Тіссеранів параметр щодо Юпітера — 3,339.